# Huyền thoại mùa thu
Huyền thoại mùa thu (Legends of the Fall) là phim được sản xuất năm 1994—dựa trên tiểu thuyết cùng tên của Jim Harrison—đạo diễn Edward Zwick với các diễn viên chính Brad Pitt, Anthony Hopkins, Aidan Quinn, Julia Ormond, Henry Thomas và con gấu Bart the Bear. Mặc dù được khán giả lẫn các nhà phê bình đánh giá cao, bộ phim đã không thành công như mong đợi, chỉ đạt được một giải Oscar cho quay phim tốt nhất.
Bối cảnh của phim trải dài từ trước Thế chiến thứ nhất qua Thời kỳ cấm đoán (Prohibition Era) tới thập niên 1920 và kết thúc năm 1963. Bộ phim xoay quanh chuyện gia đình Ludlow ở Montana gồm: Đại tá Ludlow (Hopkins thủ vai) - một cựu chiến binh trong Chiến tranh chống người da đỏ, ba người con trai của ông là Alfred (Quinn), Tristan (Pitt) và Samuel (Thomas), và người phụ nữ chiếm được tình cảm của cả ba anh em nhà Ludlow - Susannah (Ormond).

## Nội dung phim
Chán ghét tội lỗi của những kẻ phản bội thuộc chính phủ Hoa Kỳ gây ra đối với những người Mỹ bản xứ, đại tá William Ludlow đã về hưu cùng người bạn tin cậy nhất của mình, 1 người Mỹ bản xứ từng phục vụ cho đoàn kỵ binh, tên One Stab. Ông cùng gia đình dời đến sống ở một vùng xa xôi của Montana, dựng nên một ngôi nhà lớn và bắt đầu chăn nuôi súc vật. Vợ ông, sinh ra và lớn lên ở thành phố, không thích ứng được với những mùa đông khắc nghiệt của vùng thôn quê giá rét này và đã rời bỏ đến vùng bờ biển miền Tây. Bà đã không quay trở lại trong nhiều năm nhưng bà và gia đình đại tá William Ludlow vẫn duy trì cuộc hôn nhân, là những người bạn thân và liên lạc qua thư từ. Ông nuôi lớn những đứa con trai của mình với sự giúp đỡ của One Stab - người đã dạy cho những đứa nhỏ mọi ngôn ngữ của người dân Da Đỏ. Chính giọng của One Stab đã kể lại bộ phim, trong dòng hồi tưởng và khi đã là một ông già. Sống cùng với gia đình Ludlow là người làm thuê Decker cùng với người vợ da đỏ tên Pet và cô con gái nhỏ Isabel, thường gọi là Isabel II để phân biệt với phu nhân đại tá.
Đại tá Ludlow có ba người con trai, cả ba đều khác nhau như ban ngày với ban đêm. Người con cả, Alfred, đã trưởng thành từ rất sớm, luôn có trách nhiệm và tính cẩn trọng. Người con út, Samuel, tuy chất phác nhưng có kiến thức và luôn được hai anh của mình trông nom. Tristan, người con giữa, là một người hoang dã, điển trai, ngoan cố, dũng cảm, tự tin và là người đã học hết những phong tục cổ của người Da Đỏ do One Stab truyền dạy.
Sau khi giới thiệu nhân vật, bộ phim mở ra với cảnh Tristan, khi 12 tuổi, đã rời nhà để săn một con gấu rừng. Cậu và con gấu khổng lồ đối mặt với nhau, con gấu tấn công cậu và trận đánh đó đã khiến Tristan bị thương. Cậu cắt một móng vuốt từ chân con gấu và con gấu đã chạy lẩn đi. Và rõ ràng dù với tính cách hoang dã đó, Tristan vẫn là đứa con mà người cha yêu nhất. Anh là người mạnh mẽ nhất trong 3 anh em.
Ngay trước khi Thế chiến thứ nhất bắt đầu, Samuel, đã đi xa để học trường Harvard, đã quay về nhà và dẫn theo anh người vợ chưa cưới, Susannah. Susannah là một cô gái trẻ đẹp, thông minh và con nhà tử tế. Mọi người đàn ông trong căn nhà trở nên "mê mẩn bởi sự có mặt của cô". Cô bị quyến rũ bởi tính cách hoang dã và từng trải của Tristan, và cô trở nên khó xử trông thấy giữa Tristan và tình yêu cô dành cho Samuel. Cả ba anh em đều sống vui vẻ với nhau và đây là khoảng thời gian hạnh phúc nhất của gia đình Ludlow.
Samuel và Susannah dự định sẽ cưới nhau, nhưng trước khi hôn lễ có thể tiến hành, chiến tranh ở châu Âu bắt đầu. Samuel cảm thấy tha thiết muốn chống lại quân Đức và chống đối ra mặt như thể anh hiểu được tường tận những điều anh đang nói ra. Đại tá Ludlow không đồng ý với con, nói rằng anh đang nói về chiến tranh dù chưa bao giờ anh từng thấy chiến tranh ra sao. Samuel nói với cha đã có hai người anh họ người châu Âu của gia đình Ludlow bị giết chết, và ở điểm này, Colonel Ludlow chỉ ra rằng đó là hai người mà các con ông chưa bao giờ gặp mặt. Vào tháng 10 năm 1914, sau khi đọc một bài báo đầy lo ngại về cuộc chiến, Samuel đột ngột thông báo với cả nhà rằng anh đang chuẩn bị đi đến Canada để gia nhập quân đội ở đó, và sẽ chiến đầu cho đế chế Anh, bởi vì nước Mỹ vẫn chưa vào cuộc.
Đại tá Ludlow có ấn tượng rất sâu sắc về chiến tranh và đã rất coi khinh chính phủ Mỹ sau khi tận mắt chứng kiến sự hung bạo mà người Da Đỏ phải gánh chịu trong suốt cuộc mở rộng thuộc địa về phía Tây. Tuy vẫn luôn tôn trọng ý kiến của những đứa con mình, ông lại phản đối quyết liệt việc tham gia vào một cuộc chiến mà ông cho rằng không phải việc của người Mỹ. Dù vậy, Samuel vẫn kiên quyết theo đuổi việc gia nhập quân đội, và cuối cùng cả Alfred và Tristan đều đi cùng anh. Tristan không hề quan tâm đến cuộc chiến, mà chỉ muốn bảo vệ em trai Samuel, cũng như làm theo điều mà người cha yêu cầu khi họ ra đi. Vào đêm trước khi lên đường, Susannah đã đến gặp Tristan để nói chuyện về Samuel. Cô trở nên tức giận về quyết định tham gia chiến tranh của anh ta và trong nước mắt, cô ôm lấy Tristan, van xin anh hãy bảo vệ Samuel trở về yên bình. Tristan dỗ dành cô và cái ôm đó còn kéo dài đến vài khoảnh khắc sau, bởi vì họ đã phải lòng lẫn nhau. Vào giây phút đó, Alfred bước vào phòng và họ lẹ làng tách ra. Alfred khôngnói gì, nhưng sau đó Samuel nói rằng dường như có một khoảng cách không thể lý giải được đang gia tăng giữa họ với nhau. Đại tá Ludlow gửi Stab đi đến Canada cùng con mình, để mang về ba con ngựa tốt nhất, ông nói với Stab ông không thể để con mình chinh chiến đến cuộc chiến trên lưng những con ngựa già.
Ba anh em cùng thuộc một đơn vị bộ binh. Alfred, trở thành một sĩ quan, dẫn đầu một cuộc tấn công trong một trận đánh lớn (có thể là trong trận chiến Ypres thứ hai). Tristan rời đơn vị mình để ở bên cạnh Samuel. Cuộc tấn công bị đánh trả với số lượng tử vong lớn, và Alfred bị thương ở chân. Khi Samuel bị trúng một viên đạn vào má, lập tức Tristan kéo Samuel vào một lỗ đào, và giữ cậu ở yên đó cho đến khi trận đánh kết thúc, và rồi họ tìm đường trở về đơn vị mình.
Những ngày sau đó, Tristan đến thăm Alfred ở bệnh xác và khi biết Samuel đã xung phong tham gia một nhiệm vụ do thám nguy hiểm, anh đã trộm ngựa để đi tìm em mình. Cảnh phim chuyển sang cảnh Samuel và một sĩ quan bị vướng phải trận đạn của quan địch. Khi người sĩ quan bị giết chết, Samuel tiếp tục nhiệm vụ của mình cho đến khi một bình ga nổ ngay bên cạnh làm anh bị mù.
Tristan cưỡi ngựa vào thẳng cuộc chiến đang nảy lửa và đối mặt với rất nhiều lính Đức. Anh đã giết tất cả bọn họ, mang một mặt nạ hơi ga của một tên lính chết vào rồi tiếp tục tìm Samuel. Khi anh tìm thấy em mình, Samuel đang lò dò đi giữa một khu rừng và gọi tên Tristan. Trước khi họ thật sự đến gần nhau, Samuel bị vướng vào một hàng rào gai. Tristan chưa đến kịp với em mình thì hai tên lính Đức đã dùng súng máy nã đạn xối xả vào Samuel. Tristan giết chết cả hai tên lính và đến gần Samuel. Anh ôm Samuel trong vòng tay cho đến khi em mình ra đi, và lấy tim Samuel ra (đây có thể là một phong tục của người Da Đỏ mà Tristan học từ One Stab) để gửi về cho cha mình. Biến cố đã rung động Tristan tới tận sâu trong lòng và anh nguyền rủa Chúa trời đã để anh mất đi người em trai.
Không lâu sau đó, không cần được ra lệnh, Tristan lén xâm phạm vòng vây giặc. Anh giết hai tên lính Đức chỉ bằng một con dao. Anh đã không quay trở về cho đến tận sáng hôm sau, với những bộ da đầu của vô số lính Đức đeo xung quanh cổ mình. Những người lính khác nhìn trừng trừng vào anh trong im lặng khi anh cưỡi ngựa vào khu trại. Ngay sau đó, anh rời bỏ quân đội, nhưng không trở về nhà liền mà chỉ gửi trái tim của Samuel về cùng Alfred.
Sau khi về nhà để chôn cất Samuel vào tháng 10 năm 1915, Susannah định sẽ ra đi vào ngày hôm sau. Nhưng những cơn bão tuyết dữ dội đã ngăn cản ý định ra đi của cô, đại tá Ludlow nài cô ở lại cho đến mùa xuân. Vào mùa xuân đó, Alfred dẫn Susannah tới trước mộ của Samuel và thổ lộ tình yêu của anh, rồi cầu hôn với cô. Susannah từ chối.
Tristan cuối cùng cũng trở về nhà và Susannah thấy anh đã khóc trước mộ của Samuel, cô đã an ủi anh. Alfred, nổi cơn ghen khi thấy họ yêu nhau và nhìn cảnh họ cùng cưỡi ngựa trở về, đã đưa ra một lời bình luận lạnh lùng với Tristan vào bữa ăn tối và làm anh giận dữ chạy ra màn đêm. Susannah đi theo Tristan. Anh quay lại và hôn cô. Cả hai trở thành người yêu của nhau. Sáng hôm sau, Alfred tức giận và ganh ghét đối diện với Tristan, khăng khăng cho rằng Tristan không thể làm cô hạnh phúc được. Khi Tristan trả lời rằng anh sẽ cố gắng, Alfred nói: "Em sẽ thất bại thôi". Alfred rời nhà vào ngày hôm đó để đến Helena xây dựng sự nghiệp.
Susannah yêu Tristan rất nhiều và luôn mơ về cuộc sống hạnh phúc bên nhau, nhưng Tristan vẫn còn bị ám ảnh bởi những ký ức về cuộc chiến, nỗi đau và cảm giác tội lỗi khi không bảo vệ được Samuel ngày ngày gặm nhắm anh. Dù ban đầu anh thấy khuây khỏa trong vòng tay của Susannah, nhưng rồi anh lại cảm thấy theo cách nào đó, việc anh ở cùng người phụ nữ từng là người yêu của em trai mình là sai trái, và anh cũng thấy phải chịu trách nhiệm về việc đẩy Alfred ra đi. Anh quyết định phải đi xa một thời gian, một vài tháng, để có thể bình tĩnh trở lại. Susannah van nài anh ở lại cùng cô nhưng anh không chịu. Cô hỏi anh rằng nếu họ có con cùng nhau, phải chăng anh vẫn sẽ ra đi. Tristan trả lời đơn giản: "Đúng vậy". Sau cùng, cô nói rằng cô sẽ đợi anh cho dù nó mất bao nhiêu thời gian đi nữa, cô sẽ chờ anh mãi mãi.
Tristan không trở về trong nhiều năm sau đó. Con quỷ dữ trong người anh đã theo đuổi anh khắp nơi. Anh trở thành một thợ săn ở vùng Nam Thái Bình Dương và Châu Phi. Ở trại chăn nuôi, Susannah vẫn đợi anh trong yên lặng, trái tim cô ngày càng mệt mỏi bởi nỗi đau đớn khi mỗi năm trôi qua. Cuối cùng, cô nhận được một lá thư từ anh. Nó chỉ viết rằng: "Mọi thứ chúng ta từng có đã chết, cũng như anh đã chết rồi. Em hãy cưới người khác đi." Trái tim cô tan vỡ và cô đã không bao giờ có thể hồi phục. Alfred tìm thấy cô đang khóc nức nở và cố gắng an ủi cô nhưng đại tá Ludlow ngăn cản và trừng phạt anh. Alfred rất tức giận và bảo với cha rằng Tristan đã bỏ rơi cô, cũng như chính ông. Anh nói rằng Tristan đã phản bội Samuel cùng cô ta ngay trước khi họ lên đường và rằng Tristan phải chịu trách nhiệm về cái chết của Samuel. Đại tá Ludlow, trước đó đã rất buồn về việc Alfred chạy đua vào quốc hội, đã nổ giận, nói với Alred rằng "Samuel đã chọn trở thành một người lính! Và những người lính ra đi, bởi sự tàn sát của những kẻ ăn bám như mày". Đại tá bị đột quỵ vào đêm đó và không thể nói gì sau đó, phải viết ra những gì ông muốn trên một cái bảng đen. Và rồi trại chăn nuôi dần bị lơ là.
Cuối cùng, Susannah đã cưới Alfred, bấy giờ đã là một người trong quốc hội, sau khi anh đã rời nhà vì sự rạn nứt với cha mình. Họ di chuyển đến sống ở Helena, Montana, nơi mà hoạt động chính trị của Alfred khiến anh vướng vào hai anh em vô vị nhà O’Bannion, những kẻ bán rượu lậu người Mỹ gốc Ireland, những nhà kinh doanh và những tên xã hội đen. Đại tá Ludlow không liên lạc gì với Alfred trong suốt thời gian đó và vẫn hướng lòng mình về người con ông yêu quý nhất, Tristan.
Tristan rốt cuộc cũng trở về nhà, mang theo một bầy ngựa và nhanh chóng thổi cuộc sống trở lại với trại chăn nuôi và người cha của mình. Tristan chấp nhận cuộc hôn nhân của Alfred, nói rằng đó là điều nên làm. Ít lâu sau anh yêu và cưới Isabel II. Họ có một đứa con trai, tên Samuel Decker và một đứa con gái, tên Isabel III. Thời gian hạnh phúc nhất của Tristan bắt đầu. Anh định cư để chăm lo cho trại chăn nuôi, nuôi nấng con cái và hoàn toàn thanh thản, cũng như con quỷ trong anh cuối cùng đã bị lắng xuống.
Vậy mà, vì điều lệ cấm bán rượu mạnh, anh và cha mình bị dính vào tội bán rượu lậu và xung độ với anh em nhà O’Bannion, những đối thủ trong việc buôn bán. Vợ của Tristan vô tình bị giết chết bởi một viên cảnh sát được anh em nhà O’Bannion đút lót. Tristan ngay lập tức đã xông đến đánh gục tên cảnh sát và do đó bị giam giữ trong 30 ngày. Susannah đến nhà tù thăm Tristan, cô nói với anh rằng cô cảm thấy rất có lỗi vì đã từng mong cho Isabelle II chết, cũng như cái chết của Samuel và rằng nhiều khi cô vẫn mơ mình là mẹ của con anh. Tristan nói với cô những cái chết đó không phải lỗi ở cô, nhưng cô vẫn sống trong mặc cảm tội lỗi. Vào giây phút cho thấy nhân cách cao quý của Tristan, anh đã từ chối sự giúp đỡ của Susannah và bảo cô trở về nhà với Alfred, người chồng hợp pháp của cô.
Viên cảnh sát đã giết Isabel II chỉ bị khiển trách mà không bị trừng phạt. Sau khi được thả ra, Tristan và người cha vợ đã giết chết những ai gây ra cái chết cho Isabel II, viên cảnh sát và một trong hai anh em nhà O’Bannion. Cùng khoảng thời gian đó, Susannah, tuyệt vọng vì chưa bao giờ vượt qua được tình yêu dành cho Tristan, không thể chịu đựng được lời từ chối của anh, đã tự sát bằng súng. Gia đình Ludlow chôn Susannah ở nghĩa trang gia đình, và Alfred nói rằng cả cuộc đời mình, anh đã làm mọi điều đúng, đều tuân theo mọi điều luật, trong khi Tristan phá bỏ tất cả, nhưng mọi người trong nhà vẫn luôn yêu quý Tristan hơn, ngay cả chính vợ của anh cũng vậy.
Khi người còn lại của nhà O’Bannion đến tìm Tristan, cùng một viên cảnh sát trưởng ăn hối lộ và một viên cảnh sát khác, họ nói Tristan rằng anh phải biết họ không đến để bắt anh, tức là họ sẽ giết anh. Tuy vậy, trong cuộc xoay vần của số phận, một cuộc đấu súng đã diễn ra, Alfred và đại tá Ludlow đã giết chết bọn chúng, và Tristan không hề bị bắn. Alfred cuối cùng đã được tha thứ vì đã quay trở về với cha mình. Họ chôn cả ba xác người đi và đẩy chiếc xe xuống một hồ sâu, Tristan, biết rằng anh sẽ bị buộc tội vì sự vắng mặt của chúng, đã rời bỏ miền núi ra đi. Anh nhờ Alfred nuôi dạy con mình cho đến khi anh có thể trở về.
Sau đó bộ phim lướt qua nhiều thập kỷ sau đó, với lời kể của Stab. Phim chiếu cảnh mộ của tất cả những người trong cuộc đời của Tristan đã chết trước anh, và kể rằng những đứa con của Tristan đều trưởng thành và có gia đình riêng. Stab tiếp tục bình luận rằng tất cả những ai đã yêu quý Tristan nhất đều ra đi trước anh và rằng "anh ta là một tảng đá mà họ tự tông vào để rồi vỡ vụn ra". Bộ phim kết thúc với khung cảnh mơ hồ, trong đó Tristan đã là một ông già vào năm 1963, ở vùng đồi núi, truy tìm theo dấu vết con gấu năm xưa và bất ngờ bị gấu tấn công. Stab kết thúc câu chuyện của mình bằng câu: "Đó là một cái chết đẹp."

## Lượm lặt
- Bộ phim được quay chủ yếu ở sườn dãy Rocky phía Tây của Calgary, Alberta, các cảnh đường phố Helena, Montana được thực hiện ở Vancouver.
- Các cảnh trong Thế chiến thứ nhất được thực hiện ở Morley phía Tây của Calgary và thuê một lượng lớn người địa phương làm diễn viên phụ. Quân đội Canada đã hỗ trợ một lực lượng gồm cả quân chính quy và dự bị, đóng vai trò chủ yếu trong các cảnh phụ, dưới sự chỉ đạo của sử gia người địa phương Simon Sherwood. Cảnh chiến tranh được thực hiện trong hơn 2 tuần với một số lượng lớn các đường hào và bệnh viện dã chiến được tái hiện chân thực.
- Đơn vị được mô tả trong phim là tiểu đoàn 10 của Lực lượng viễn chinh Canada, như dấu hiệu "C-over-10" mà Henry Thomas đeo. Những người lính mặc váy ở trong phim là hình ảnh đại diện cho một đại đội của tiểu đoàn 16 của Lực lượng viễn chinh Canada (ngày nay vẫn được trung đoàn Canada Scottish ghi nhớ công trạng), (một đại đội của tiểu đoàn 16 được huy động từ Cameron Highlanders số 79 từ Winnipeg). Tiểu đoàn 10 được tái dựng bởi Calgary Highlanders, đây cũng là nơi cung cấp nhiều diễn viên phục vụ cho các cảnh huấn luyện và các băng C-over-10 được sử dụng trên nhiều bộ quân phục.
- Ban đầu Johnny Depp được mời đóng vai Tristan Ludlow, nhưng anh từ chối.

## Phát hành DVD & Bluray
Huyền thoại mùa thu lần đầu được phát hành DVD vào năm 1997, sau đó được tái phát hành vào năm 2000. DVD bộ phim cũng được phát hành hợp pháp và có bản quyền tại Việt Nam. Năm 2011, bộ phim được phát hành dưới dạng Blu-ray vào năm 2011 với nhiều nội dung bổ sung như cảnh quay bị cắt chẳng hạn.